# George Harris (attore 1892)
George Harris, nato George Albert Harris (Pittsburgh, 6 ottobre 1892 – Youngstown, 16 aprile 1954), è stato un attore statunitense del cinema muto.
Non va confuso con Georgie Harris (1898-1986), attore britannico che, talvolta, appare accreditato anche con il nome George Harris.

## Biografia
Nato in Pennsylvania, a Pittsburgh il 6 ottobre 1892, fu essenzialmente un attore caratterista. Debuttò sullo schermo interpretando un giocatore in un western - genere che gli restò sempre congeniale - prodotto dalla Thanhouser. Fu il primo di una serie che conta oltre una trentina di film girati nella sua quasi trentennale carriera cinematografica che si chiuse nel 1941, dopo aver partecipato a Fiori nella polvere, un film drammatico diretto da Mervyn LeRoy.

## Filmografia
La filmografia - basata su IMDb - è completa

### Attore
- When the Wheels of Justice Clogged, regia di James Durkin (1914)
- The Man Without Fear
- The Outlaw's Nemesis
- The Road to Fame, regia di Ernest C. Warde (1915)
- The Wasted Years, regia di Robert B. Broadwell (1916)
- Breaking the Ice
- Super-Hooper-Dyne Lizzies
- Butter Fingers
- The Wheel, regia di Victor Schertzinger (1925)
- Lights of Old Broadway, regia di Monta Bell (1925)
- East Side, West Side
- The Fighting Tailor
- The Johnstown Flood, regia di Irving Cummings (1926)
- Pawnshop Politics
- La corsa a ostacoli di Shamrock
- A1 Society
- It's a Pipe
- I tre furfanti, regia di John Ford (1926)
- The Bathing Suitor
- Birthday Greetings
- The Floating College
- In fondo ai mari
- Stout Hearts and Willing Hands
- Onore di fantino
- Oh! Oh! Cleopatra
- The Engineer's Daughter; or, Iron Minnie's Revenge
- Two Lips and Juleps; or, Southern Love and Northern Exposure
- The Bride's Bereavement; or, The Snake in the Grass
- Without You
- White Hunter
- Happy Days Are Here Again
- Fiori nella polvere (Blossoms in the Dust), regia di Mervyn LeRoy (1941)

### Film o documentari dove appare Harris
- Hollywood, regia di Kevin Brownlow e David Gill - documentario, materiale d'archivio (1980)